# Olimpiada 40
Olimpiada 40 é um filme de drama polonês de 1980 dirigido e escrito por Andrzej Kotkowski. Foi selecionado como representante da Polônia à edição do Oscar 1981, organizada pela Academia de Artes e Ciências Cinematográficas.

## Elenco
- Mariusz Benoit - Piotr
- Jerzy Bonczak - Jacques
- Tadeusz Galia - Leon
- Krzysztof Janczar - Andrzej
- Ryszard Kotys - Schlappke
- Wojciech Pszoniak - Schulz